# USS Charrette
Lo USS Charrette (hull classification symbol DD-581) fu un cacciatorpediniere della United States Navy, entrato in servizio nel 1943 e appartenente alla classe Fletcher.
Attivo durante la seconda guerra mondiale, il cacciatorpediniere operò intensamente nel teatro dell'oceano Pacifico contro i giapponesi, servendo principalmente come unità di scorta dei gruppi di portaerei statunitensi e come unità d'appoggio nelle operazioni anfibie; in questa veste l'unità fu presente a numerose importanti azioni, come la battaglia di Tarawa, la campagna delle isole Marianne e Palau, la battaglia del Mare delle Filippine e la battaglia del Golfo di Leyte. Terminato il conflitto, il Charrette fu radiato dal servizio attivo nel marzo 1946 e posto in riserva.
Ceduto dagli Stati Uniti alla Grecia nel giugno 1959, l'unità entrò in servizio con la Polemikó Nautikó sotto il nuovo nome di Velos (pennant number D-16). L'azione più celebre di cui fu protagonista l'unità sotto i nuovi proprietari fu l'ammutinamento scoppiato a bordo il 23 maggio 1973: durante un'esercitazione NATO nel mar Tirreno, l'intero equipaggio decise come forma di protesta contro la dittatura militare insediatasi in Grecia di non rientrare in patria e di raggiunse le coste italiane, dove gli ufficiali dell'unità ottennero poi asilo politico. Ritirato dal servizio attivo nel febbraio 1991, il Velos fu preservato come nave museo ed ancorato nel porto di Palaio Faliro.

## Storia

### Servizio nella United States Navy

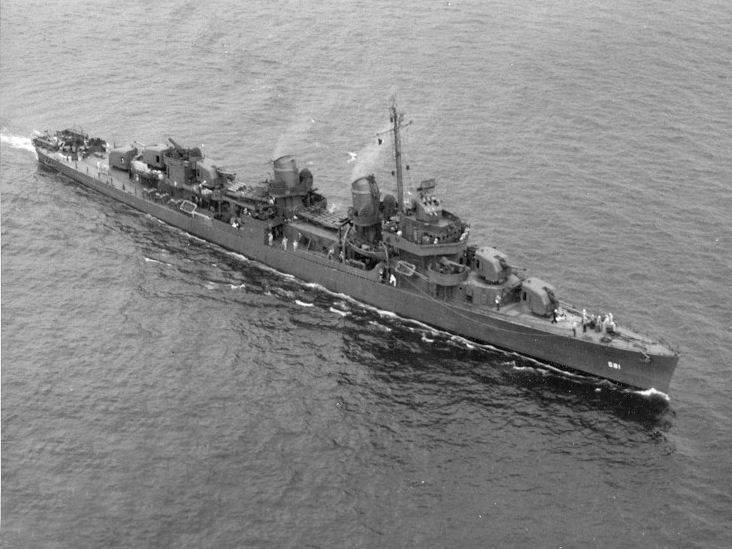
La nave ritratta nella rada di Boston nell'agosto 1943

Impostata nei cantieri del Navy Yard di Boston il 20 febbraio 1942, la nave fu varata il 3 giugno 1942 con il nome di Charrette in onore del tenente George Charrette (1867–1938), ufficiale di marina insignito della Medal of Honor per le sue azioni nella guerra ispano-americana; madrina del varo fu G. Charrette, moglie di George Charrette. La nave entrò quindi in servizio il 18 maggio 1943 al comando del comandante Eugene Simon Karpe.
Dopo il completamento delle prove in mare, il Charrette lasciò New York il 20 settembre 1943 di scorta alla portaerei USS Monterey diretta sul fronte del Pacifico; arrivato a Pearl Harbor il 9 ottobre, il cacciatorpediniere fu aggregato alla Task Force 50 per scortare le portaerei dirette ad attaccare le basi giapponesi nelle isole Marshall, azioni preliminari allo sbarco dei reparti statunitensi a Makin e a Tarawa il 20 novembre seguente cui il Charrette fornì appoggio e protezione. Il 2 dicembre il Charrette scortò le navi da battaglia statunitensi dirette a bombardare Nauru, mentre il 21 dicembre coprì le portaerei intente ad attaccare le basi giapponesi a Kavieng nella Nuova Irlanda, azione preliminare allo sbarco dei reparti terrestri a Capo Gloucester il 26 dicembre.
Tra il 23 gennaio e il 5 febbraio 1944 il Charrette scortò le portaerei intente ad attaccare gli atolli di Kwajalein ed Eniwetok; nella notte tra il 4 e il 5 febbraio, il cacciatorpediniere individuò tramite il radar il sommergibile I-175, e dopo averlo attaccato con bombe di profondità diresse sulla sua posizione il cacciatorpediniere USS Fair che infine lo affondò. A partire dal 12 febbraio il Charrette partecipò ai massicci attacchi statunitensi contro la grande base giapponese di Truk, proteggendo le portaerei e pattugliando le acque davanti all'isola per intercettare eventuali unità nemiche in fuga; concluso questo ciclo di operazioni, il Charrette rientrò a Pearl Harbor per un turno i lavori di manutenzione di routine, rientrando in servizio il 15 marzo 1944 per scortare nuovamente le portaerei statunitensi dirette a bombardare Truk e le Palau, azioni ripetute più volte fino ai primi di maggio.

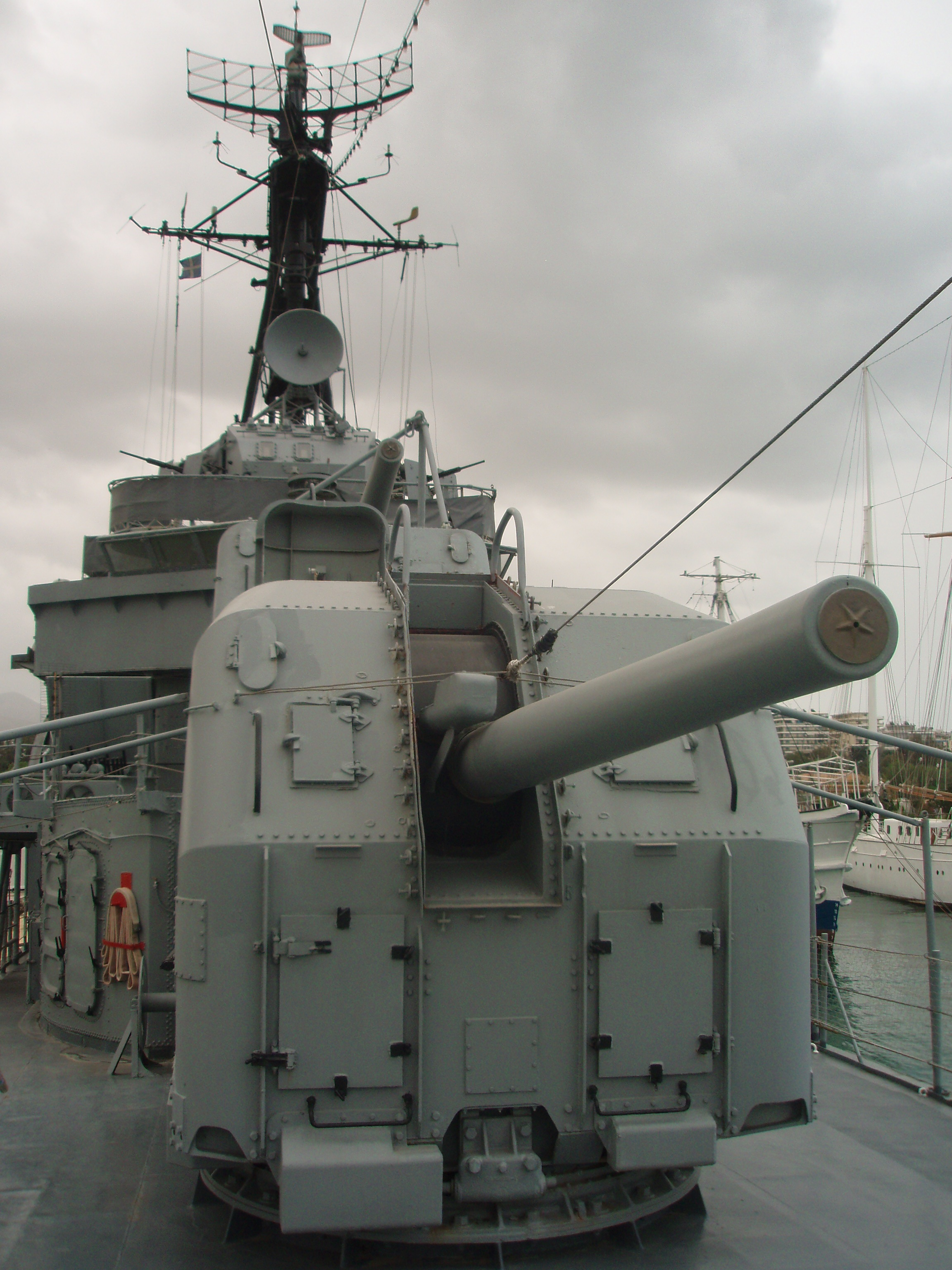
Uno dei pezzi da 127 mm del cacciatorpediniere

A partire dal 6 giugno 1944 il Charrette prese parte alla campagna delle isole Marianne e Palau coprendo gli attacchi delle portaerei a Guam, Saipan e Rota, per poi piegare a nord il 14 giugno per partecipare ai bombardamenti delle basi aeree giapponesi a Iwo Jima; nel corso di questa azione, il 15 giugno l'unità affondò, in collaborazione con il cacciatorpediniere USS Boyd, un mercantile giapponese da 1.900 tonnellate di stazza sorpreso dai ricognitori statunitensi. Tra il 19 e il 20 giugno il Charrette fece da schermo alla flotta statunitense impegnata nella battaglia del Mare delle Filippine, e partecipò alla complessa manovra di segnalazioni luminose per guidare all'appontaggio notturno sulle portaerei l'ultima ondata di velivoli statunitensi ormai a corto di carburante; in seguito l'unità riprese le missioni di appoggio alle operazioni anfibie nelle Marianne, bombardando Chichi-jima il 5 agosto prima di rientrare alla base di Eniwetok.
Il Charrette tornò in azione nel settembre 1944 scortando le portaerei dirette a bombardare le basi giapponesi sulle Palau e nelle Filippine, azioni preliminari allo sbarco di Peleliu il 15 settembre. A partire dal 4 ottobre il Charrette fece parte di una grossa spedizione navale statunitense diretta a bombardare le basi aeree giapponesi su Okinawa, Luzon e Formosa come mossa di apertura per l'invasione delle Filippine: il cacciatorpediniere dove subire diversi attacchi aerei nemici ma non riportò alcun danno. Tra il 23 e il 26 ottobre il Charrette partecipò alla grande battaglia del Golfo di Leyte, impegnato come unità di scorta del Task Group 38.1 della Terza Flotta dell'ammiraglio William Halsey; dopo essersi rifornito alla base di Ulithi, ai primi di novembre il cacciatorpediniere scortò le portaerei dirette a bombardare i campi d'aviazione di Luzon per poi rientrare alla base di Manus il 30 novembre per un turno di manutenzione. Il 9 gennaio 1945 il Charrette fece parte dello schermo di copertura a protezione dello sbarco dei reparti statunitensi nel Golfo di Lingayen a Luzon, scortando poi i convogli di rifornimento diretti alla testa di ponte fino al 2 febbraio, quando lasciò il teatro delle Filippine e rientrò negli Stati Uniti per un turno di lavori di grande manutenzione al Puget Sound Naval Shipyard di Bremerton.
Il Charrette tornò in azione nel giugno 1945, conducendo operazioni di supporto nelle acque del Borneo; il 2 agosto l'unità, in coppia con il cacciatorpediniere USS Conner, intercettò e abbordò la nave ospedale giapponese Tachibana Maru: a bordo dell'unità furono rinvenuti materiali bellici di contrabbando e truppe abili al combattimento, e per tale ragione la nave fu catturata e portata a Morotai il 6 agosto. Il Charrette lasciò Morotai il 13 agosto per dirigersi, ormai a ostilità concluse, a Okinawa, dove scortò le navi trasporto con a bordo truppe d'occupazione e rifornimenti bellici destinati ai porti della Cina; il cacciatorpediniere salpò quindi da Shanghai il 12 dicembre per rientrare a San Francisco il 30 dicembre. Il 4 marzo 1946 il Charrette fu ritirato dal servizio attivo e posto nella riserva, per poi essere infine radiato il 15 gennaio 1947; per il suo servizio nella seconda guerra mondiale, l'unità ricevette tredici battle star.

### Servizio nella Polemikó Nautikó

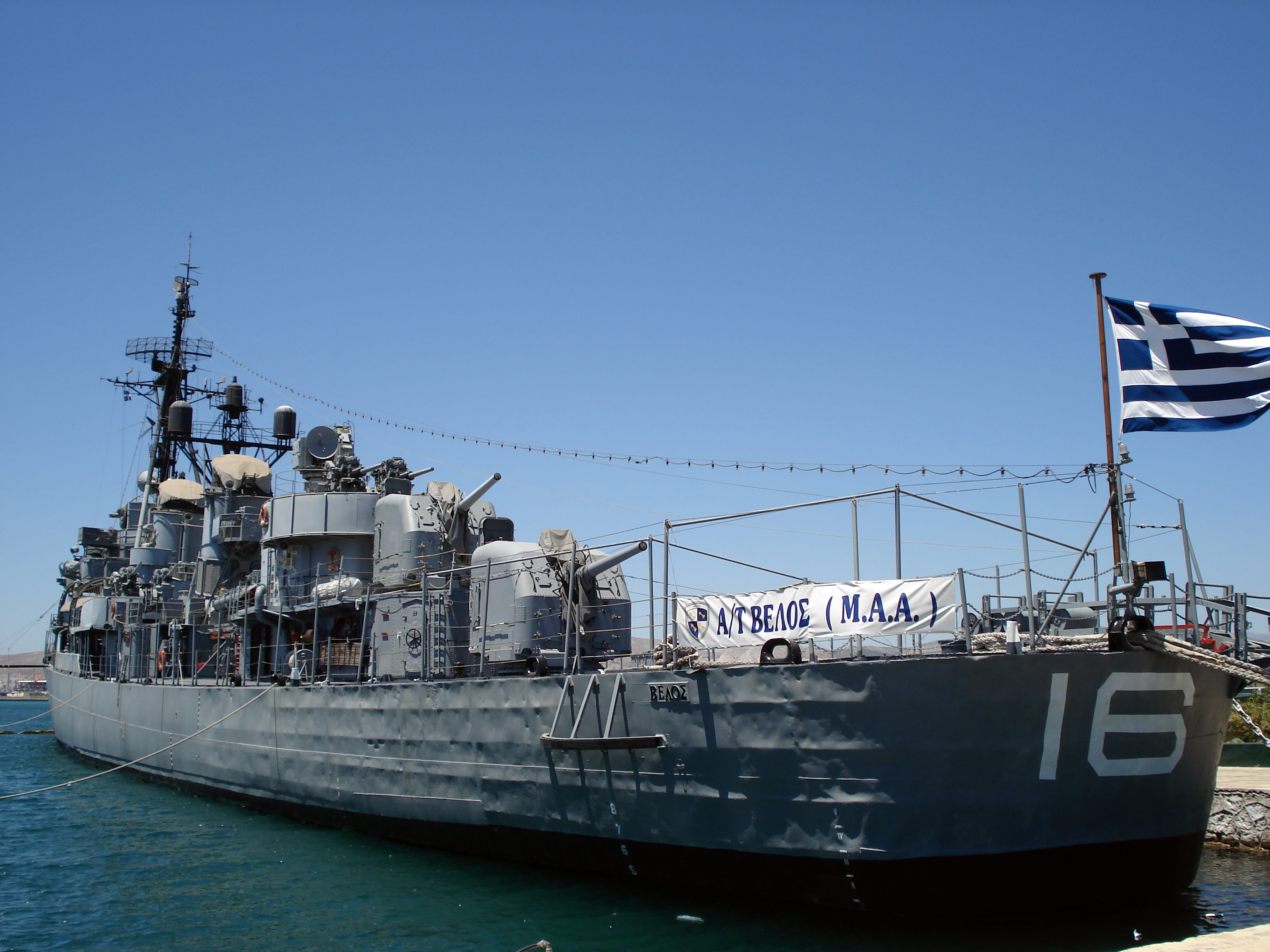
Veduta di poppa del Velos ancorato a Palaio Faliro

Il 16 giugno 1959 il Charrette fu ceduto dagli Stati Uniti alla Grecia, come parte di un lotto di unità navali comprendente altri cinque cacciatorpediniere della classe Fletcher; l'unità fu presa in consegna da un equipaggio greco comandato dal comandante G. Moralis il 16 luglio 1959 nel porto di Long Beach ed entrò quindi in servizio con la Polemikó Nautikó sotto il nuovo nome di Velos (in greco Βέλος, "Freccia"), nominativo già portato da un cacciatorpediniere della classe Niki di inizio 1900.
Il Velos fu schierato in occasione delle periodiche crisi politiche tra Grecia e Turchia ma senza essere impiegato in azioni belliche, oltre a partecipare a numerose esercitazioni della NATO nel Mediterraneo. Il 23 maggio 1973 il cacciatorpediniere si trovava impegnato in un'esercitazione NATO nel mar Tirreno, a oriente della Sardegna, quando il suo comandante, Nikolaos Pappas, ricevette per radio la notizia che diversi ufficiali della Marina greca erano stati arrestati per aver fatto parte di un movimento di dissenso nei confronti della giunta militare al governo in Grecia dal 1967 (la cosiddetta "dittatura dei colonnelli"); Pappas, che come molti ufficiali della Marina era un esponente del movimento democratico fedele al re Costantino II deposto dai "colonnelli", decise quindi di compiere un atto dimostrativo per portare all'attenzione dell'opinione pubblica mondiale il dissenso esistente in patria contro la dittatura: riuniti in assemblea i suoi ufficiali e l'equipaggio, annunciò che la nave non sarebbe rientrata in patria, registrando una piena adesione alla protesta da parte degli uomini. Pappas comunicò quindi le sue intenzioni al comando della NATO citando il preambolo del Patto Atlantico ("tutti i governi [...] sono determinati a difendere la libertà, i diritti e la civiltà dei loro popoli, fondati sui principi della democrazia, della libertà individuale e del governo della legge"), e separatosi dalla formazione cui era aggregato si diresse verso la costa italiana ancorando al largo di Fiumicino; tre ufficiali scesero a terra su un battello e dall'Aeroporto di Roma-Fiumicino telefonarono agli organi di stampa per comunicare le ragioni del gesto e indire una conferenza stampa per l'indomani. Pappas, sei ufficiali e 25 sottufficiali del Velos ottennero poi asilo politico in Italia, mentre il cacciatorpediniere rientrò in patria alcuni giorni più tardi dopo essere stato preso in carico da un nuovo equipaggio; l'ammutinamento scatenò un'ondata di arresti in Grecia contro i presunti istigatori politici dell'azione, tra cui il parlamentare Evangelos Averoff. Gli ufficiali del Velos non rientrarono in patria se non dopo la caduta della giunta dei colonnelli nel 1974; lo stesso Pappas, raggiunto il grado di viceammiraglio, fu capo di stato maggiore della Marina greca dal 1982 al 1986.
Il Velos fu ritirato dal servizio attivo il 26 febbraio 1991, dopo 48 anni di carriera; in considerazione dei fatti dell'ammutinamento si decise di preservare l'unità trasformandola in nave museo dedicata ai crimini della dittatura: ancorata prima a Poros, dal giugno 2002 l'unità si trova nel porto di Palaio Faliro nei pressi di Atene.